# Rubén Castro
Rubén Castro Martín (Las Palmas, 27 juni 1981) is een Spaans voormalig voetballer, die doorgaans speelde als vleugelspeler. Tussen 2001 en 2023 was hij actief voor Las Palmas, Deportivo La Coruña, Albacete, Racing Santander, Gimnàstic, SD Huesca, Rayo Vallecano, Real Betis, Guizhou, Las Palmas, FC Cartagena en Málaga

## Clubcarrière
Castro is een product van de jeugdopleiding van Las Palmas, nadat hij weggepikt werd bij Artesano. Hij kreeg tijdens het seizoen 2000/01 zijn kans in het tweede elftal, dat toen actief was in de Tercera División. Het daaropvolgende seizoen 2001/02 maakte hij zijn intrede bij het eerste elftal, een ploeg uit de Primera División. Hij scoorde zijn twee eerste doelpunten tijdens de thuiswedstrijd tegen Real Madrid. Hij kwam bij een 2–2 tussenstand in de 64ste minuut als vervanger, scoorde twee doelpunten en schonk zo een 4-2 overwinning aan zijn ploeg. Op het einde van de competitie zou de ploeg op een achttiende plaats eindigen, net niet genoeg voor het behoud. Het daaropvolgende seizoen 2002/03 bevond hij zich in de Segunda División A, waar de ploeg de vijfde plaats afdwong. Ondanks het feit dat hij persoonlijk met 22 doelpunten topscorer van de Segunda División A werd, kon de ploeg met een twintigste plaats haar behoud niet bewerkstelligen. De speler volgde met 112 wedstrijden op professioneel niveau de ploeg niet naar de semi professionele reeks Segunda División B.
Castro werd in 2004 door Deportivo La Coruña, spelend op het niveau van de Primera División, overgenomen van Las Palmas. Bij Deportivo stond hij zes jaar onder contract, maar het grootste gedeelte van die tijd was hij op huurbasis actief bij andere clubs. Achtereenvolgens werd hij namelijk verhuurd aan Albacete Balompié, Racing Santander, Gimnàstic de Tarragona, SD Huesca en Rayo Vallecano. Bij Albacete Balompié speelde hij tijdens seizoen 2004/05 in de Primera División, maar de ploeg kon met een twintigste plaats haar behoud niet verzekeren. Tijdens seizoen 2005/06 was hij actief bij de ploeg uit La Coruña. Tijdens de heenronde van seizoen 2006/07 werd hij uitgeleend aan Racing Santander, toenmalig actief in de Primera División. Aangezien hij niet voldoende kans kreeg bij de ploeg uit Cantabrië, werd hij tijdens de terugronde uitgeleend aan reeksgenoot Gimnàstic de Tarragona. Deze laatste ploeg kon zich echter niet handhaven. Zo speelde hij tijdens het seizoen 2007/08 weer voor Deportivo La Coruña, waarna tijdens seizoen 2008/09 weer een uitleenbeurt naar SD Huesca, een ploeg die net opgeklommen was naar de Segunda División A, volgde. Onder andere dankzij zijn veertien doelpunten kon de ploeg een mooie elfde plaats bewerkstelligen. Ook tijdens het laatste jaar van zijn contract, het seizoen 2009/10, werd hij uitgeleend. Nu was Rayo Vallecano aan de beurt. Ook hier scoorde hij veertien doelpunten en eindigde de ploeg op de elfde plaats van de Segunda División A.
In augustus 2010 werd de vleugelspeler verkocht aan Real Betis, waar hij een vaste basisplaats kreeg. Tijdens het seizoen 2010/11 zou hij met de ploeg kampioen worden van de Segunda División A. Vanaf 2011/14 vertoefde hij in Primera División, waarna tijdens het seizoen 2014/15 hij voor de tweede keer kampioen werd van de Segunda División A. Daarna speelde hij enkel nog in de Primera División met uitzondering van een verhuurperiode tijdens de eerste vijf maanden van seizoen 2017/18 bij het Chinese Guizhou. Castro keerde vanaf seizoen 2018/19 terug bij Las Palmas, spelend in de Segunda División A, waar hij zijn handtekening zette onder een verbintenis voor de duur van twee seizoenen. Hij zou er dertig doelpunten scoren tijdens vijfenzestig wedstrijden. Desondanks werd zijn contract niet verlengd, omdat de club een verjonging in de spelerskern wilde doorvoeren.
Op 12 september 2020 tekende hij een contract bij competitiegenoot en nieuwkomer FC Cartagena. Daar kwam hij zijn teamgenoot van het vorige seizoen, Alberto de la Bella, weer tegen. Na de winterstop kwam daar ook Cristian López Santamaría bij, zijn spitsgenoot van het voorgaande seizoen bij Las Palmas. Tijdens de negenendertigste wedstrijd scoorde hij tegen kampioen Espanyol zijn zeventiende doelpunt van het seizoen. Dit betekende dat hij in tweehonderdveertien wedstrijden een doelpunt had gemaakt. Zo komt hij op de tweede plaats na Lionel Messi met tweehonderdnegenennegentig wedstrijden, maar voor Enrique Castro González beter bekend als Quini met tweehonderddertien. Hij zou er uiteindelijk negentien scoren tijdens zijn eerste seizoen. Op 10 juli 2021 verlengde hij zijn contract voor het seizoen 2021/22. Toen half augustus Messi naar Paris Saint-Germain verhuisde, werd hij de speler met de meest gescoorde doelpunten, die nog actief was in het Spaanse professionele voetbal. Zijn eerste twee doelpunten van het seizoen scoorde hij tijdens de zesde wedstrijd op 19 september 2021, die met 2-1 gewonnen werd van CD Lugo. Zo werd hij de eerste veertigjarige die scoorde tijdens een wedstrijd voor het professionele voetbal in Spanje. Op 21 november voegde hij nog een record toe aan zijn lijstje; In de zevenenzestigste minuut van de competitiewedstrijd tegen Burgos CF maakte hij de 1–0. Dit betekende voor Castro een treffer tegen de zevenenzestigste verschillende tegenstander in het Spaanse professioneel voetbal. Aan het einde van de eerste seizoenshelft had hij twaalfmaal gescoord en stond hij tweede op de topscorerslijst. Toen hij op 24 januari 2022 scoorde tegen Real Sociedad B, verscherpte hij zijn record van verschillende professionele tegenstanders waartegen hij scoorde tot achtenzestig. Op het einde van het seizoen zou hij uiteindelijk twintig doelpunten gescoord hebben en ontstonden de geruchten dat hij nog een seizoen zou verlengen. Op 23 juni kondigde de lokale pers aan dat Castro inderdaad nog een jaar langer doorging. Begin juli 2022 werd duidelijk dat hij niet bij de havenploeg zou blijven. Hij speelde uiteindelijk 82 competitiewedstrijden, 2 bekerwedstrijden waarin hij in totaal 39 doelpunten scoorde.
Hierop tekende hij voor één seizoen bij competitiegenoot Málaga. Op 15 juli kreeg hij gezelschap van Álex Gallar, zijn ploegmaat van Cartagena tijdens de vorige twee seizoenen. De eerste twee wedstrijden werden verloren zonder te scoren, maar tijdens de derde wedstrijd tegen CD Mirandés maakte Castro het tweede doelpunt, dat leidde naar een 1–3 uitoverwinning. De ploeg stond na de zesde wedstrijd op de voorlaatste plaats en coach Pablo Guede ontslagen en vervangen door Pepe Mel. Rubén had al samengewerkt met hem, maar ook onder deze nieuwe coach ging het niet veel beter. Tijdens de negentiende wedstrijd, tegen Granada, maakte Rubén zijn vierde doelpunt van het seizoen, waardoor het duel in 1–1 eindigde. De ploeg bleef wel op de voorlaatste plaats staan. Door dit doelpunt kwam Castro op 282 doelpunten in het Spaanse professionele voetbal en kwam zo op de derde plaats in het klassement aller tijden. Later op het seizoen kwam hij zelfs op de eerste plaats van dit klassement. Dit gebeurde op 20 februari 2023 nadat hij met twee doelpunten tegen Zaragoza zijn teller op 285 bracht. Op 7 april 2023 kwamen daar nog eens twee records bovenop. Hij werd vooreerst de voetballer met de meeste wedstrijden in het Spaanse professionele voetbal. In totaal speelde hij 710 wedstrijden, waarvan 282 op het allerhoogste niveau en 428 in de Segunda A. Door het doelpunt dat hij scoorde tegen Villareal B komt zijn teller in de Segunda A op 194 doelpunten, een record dat hij voorlopig nog moet delen met Nino. Op het einde van het seizoen zouden zijn tien doelpunten niet voldoende zijn om de ploeg van degradatie te behouden. Dit betekende het einde van zijn loopbaan.

## Erelijst
| Segunda División A | 2 | 2010/11, 2014/15 |